# Gouraya (Tipaza)
Gouraya (în arabă قوراية) este o comună din provincia Tipaza, Algeria.
Populația comunei este de 20.144 de locuitori (2008).